# میلتون اوبوته
آپولو میلتون اوبوته (به انگلیسی: Apolo Milton Obote) (زادهٔ ۲۸ دسامبر ۱۹۲۵ – درگذشتهٔ ۱۰ اکتبر ۲۰۰۵) یک رهبر سیاسی اوگاندایی بود که استقلال اوگاندا از بریتانیا را در سال ۱۹۶۲ رهبری کرد. پس از استقلال اوگاندا، او از سال ۱۹۶۲ تا ۱۹۶۶ به عنوان نخست‌وزیر و از ۱۹۶۶ تا ۱۹۷۱ و هم‌چنین از ۱۹۸۰ تا ۱۹۸۵ به عنوان رئیس جمهور اوگاندا برگزیده شد.

## نخست وزیری
در آستانه انتخابات استقلال، اوبوته با حزب سلطنتی بوگاندا ، کاباکا یککا ، ائتلافی تشکیل داد. این دو حزب اکثریت پارلمان را در دست داشتند و اوبوته در سال ۱۹۶۲ نخست وزیر شد. او این پست را در ۲۵ آوریل ۱۹۶۲ به عهده گرفت و توسط سر والتر کوتس ، فرماندار کل وقت اوگاندا منصوب شد. سال بعد، مقام فرماندار کل با ریاست تشریفاتی که توسط مجلس انتخاب می شد، جایگزین شد. موتسا، کاباکا (پادشاه) بوگاندا، رئیس جمهور تشریفاتی شد و اوبوته به عنوان نخست وزیر اجرایی شد.

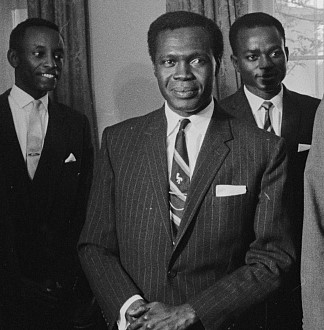
از چپ به راست: گریس ایبینگیرا ، اوبوته و جان کاکونگ در سال ۱۹۶۲

در ژانویه ۱۹۶۴، شورشی در پادگان نظامی در جینجا ، دومین شهر اوگاندا و محل استقرار گردان اول ارتش اوگاندا رخ داد. شورش های مشابهی در دو کشور دیگر در شرق آفریقا وجود داشت. هر سه کشور از ارتش بریتانیا حمایت نیروها را درخواست کردند. با این حال، قبل از رسیدن آنها، اوبوته وزیر دفاع خود فلیکس اوناما را برای مذاکره با شورشیان فرستاد. اوناما گروگان گرفته شد و با بسیاری از خواسته ها از جمله افزایش قابل توجه دستمزد برای ارتش و ارتقای سریع بسیاری از افسران از جمله رئیس جمهور آینده ایدی امین موافقت کرد. در سال ۱۹۶۵، کنیایی‌ها از سمت‌های رهبری در داخل دولت منع شدند و به دنبال آن، کنیایی‌ها به‌طور دسته‌جمعی از اوگاندا در سال ۱۹۶۹ تحت هدایت اوبوته حذف شدند.
اوبوته به عنوان نخست وزیر، همراه با ایدی امین، معاون وقت فرماندهی نیروهای مسلح اوگاندا، در یک توطئه قاچاق طلا دست داشت. وقتی مجلس خواستار تحقیق درباره اوبوته و برکناری امین شد، او قانون اساسی را به حالت تعلیق درآورد و در مارس ۱۹۶۶ خود را رئیس جمهور اعلام کرد و بر اساس احکام وضعیت اضطراری قدرت تقریباً نامحدودی به خود اختصاص داد. چند تن از اعضای کابینه او که از رهبران جناح های رقیب در حزب بودند، بدون هیچ اتهامی دستگیر و بازداشت شدند. اوبوته با حمله مسلحانه به کاخ موتسا پاسخ داد که با فرار موتسا به تبعید به پایان رسید. در سال ۱۹۶۷، زمانی که پارلمان قانون اساسی جدیدی را تصویب کرد که ساختار فدرال قانون اساسی استقلال را لغو کرد و ریاست اجرایی را ایجاد کرد، قدرت اوبوته تثبیت شد.